# Endodontidae
Die Endodontidae sind eine Familie aus der Unterordnung der Landlungenschnecken (Stylommatophora), die vorwiegend auf der südlichen Erdhalbkugel verbreitet ist. Viele Arten sind bzw. waren auf kleineren und größeren Inseln des Indo-Pazifiks endemisch. Durch die Einschleppung räuberischer Schneckenarten ist aber bereits ein erheblicher Anteil dieser Arten ausgestorben.

## Merkmale
Die Vertreter der Familie Endodontidae besitzen kleine bis große Gehäuse; die Gehäuse sind aber niemals reduziert. Sie sind meist abgeflacht, der Nabel ist gewöhnlich breit und offen. In einigen Taxa kann die Nabelöffnung aber sekundär verengt sein; der Nabelraum dient dabei als Brutkammer für die Eier. Die Oberfläche ist mit radialen Elementen ornamentiert, die aber auf dem adulten Anteil des Gehäuses verschwinden können. Die Mündung ist ursprünglich an allen Seiten mit Lamellen und Falten armiert, die zudem in „Zähnchen“ enden können, die nach außen gerichtet sind. Die Armierung kann in einigen Taxa mehr oder weniger stark reduziert sein, oder sogar fehlen. Die Augen sind immer gut entwickelt. Eine Längsfurche zwischen Körper und der Fußsohle (pedale Längsfurche) sowie eine weitere Längsfurche oberhalb des Fußes (suprapedale Furche) vereinigen sich am Schwanzende, jedoch ohne Bildung eines sog. „Caudalhornes“ oder einer vergrößerten Schleimgrube. 

## Geographische Verbreitung
Die Familie kommt auf den pazifischen Inseln, Neuguinea, Indonesien, Japan, den Philippinen, Indien, Süd- und Ostafrika, Madagaskar, Südamerika und der südatlantischen Insel St. Helena vor.

## Systematik
Bouchet & Rocroi (2005) scheiden keine Unterfamilien aus, dagegen unterteilt Schileyko die Familie Endodontidae in drei Unterfamilien, die Nominatunterfamilie Endodontinae sowie die Unterfamilien Trachycystinae Schileyko, 1986 und Thysanotinae Godwin-Austen, 1907. Letztere zwei Unterfamilien werden von Bouchet & Rocroi (2005) als Unterfamilien zur Familie Charopidae gestellt.
- Familie Endodontidae Pilsbry, 1895
  - Gattung Aaadonta Solem, 1976
  - Gattung Afrodonta Melvill & Ponsonby, 1908
  - Gattung Anceydonta Solem, 1976
  - Gattung Australdonta Solem, 1976
  - Gattung Beilania Preston, 1913
  - Gattung Cookeconcha Solem, 1976
  - Gattung Endodonta Albers, 1850
  - Gattung Gambiodonta Solem, 1976
  - Gattung Kleokyphus Solem, 1976
  - Gattung Kondoconcha Solem, 1976
  - Gattung Libera Garrett, 1881
  - Gattung Mautodontha Solem, 1976 (mit den Untergattungen M. (Mautodontha) Solem, 1976 und M. (Garrettoconcha) Solema, 1976)
  - Gattung Minidonta Solem, 1976
  - Gattung Nesodiscus Thiele, 1931
  - Gattung Nesophila Pilsbry, 1893
  - Gattung Opanara Solem, 1976
  - Gattung Orangia Solem, 1976
  - Gattung Planudonta Solem, 1976
  - Gattung Priceconchoa Solem, 1973
  - Gattung Pseudolibera Solem, 1976
  - Gattung Rhysoconcha Solem, 1976
  - Gattung Rikitea Solem & Cooke, 1976
  - Gattung Ruatara Solem, 1976
  - Gattung Taipidon Solem, 1976
  - Gattung Thaumatodon Pilsbry, 1893
  - Gattung Zyzzyxdonta Solem, 1976

## Belege